# Tracardi
Tracardi (http://www.tracardi.com) to otwartoźródłowa (open source) platforma typu Customer Data Platform (CDP), tworzona od 2021 roku. Umożliwia firmom zbieranie, łączenie i analizowanie danych o klientach pochodzących z różnych źródeł (np. strony internetowej, aplikacji mobilnej, CRM, kampanii marketingowych).
- Język programowania: Python
- Interfejs graficzny (GUI): JavaScript
- Kod źródłowy: dostępny na GitHub (http://github.com/tracardi/tracardi)

Dzięki Tracardi firmy mogą:
- Tworzyć pełny profil klienta – łączyć dane z różnych kanałów w jeden spójny widok.
- Personalizować komunikację – dostosowywać wiadomości marketingowe do indywidualnych potrzeb klienta.
- Automatyzować działania marketingowe – segmentować klientów i uruchamiać kampanie oparte na zachowaniach.
- Analizować dane – śledzić skuteczność kampanii i podejmować decyzje w oparciu o dane.

Konkurencja: Segment.com, Salesforce CDP, Exponea, BlueConic, Tealium.
W skrócie, Tracardi pomaga firmom lepiej zrozumieć swoich klientów i prowadzić bardziej efektywny marketing oparty na danych, przy czym jest to oprogramowanie otwartoźródłowe, pozwalające na modyfikacje i integracje z innymi systemami.
1. ↑  Tracardi Free Open-Source Customer Data Platform - Tracardi [online], 8 sierpnia 2025 [dostęp 2025-08-19] (ang.). strona główna serwisu
2. ↑  Bap, Our 5 favourite open-source customer data platforms [online], Medium, 23 lutego 2024 [dostęp 2025-08-19] (ang.).